# Casa Stirling
La Casa Stirling (en français : Maison Stirling), construite entre 1869 et 1871 par des missionnaires anglicans, est considérée comme l'édifice le plus ancien de la Terre de Feu. Elle est classée Monument historique National du Chili depuis 2003.

## Histoire
La Casa Stirling doit son nom à Waite Stirling, jeune missionnaire anglican venu de Londres en 1862 pour y vivre parmi les Yagans et diffuser la culture occidentale et la foi chrétienne sous couvert de la South American Mission Society (Association missionnaire d'Amérique du Sud). Ce fut lui qui organisa l'achat de ce bâtiment préfabriqué en Angleterre en 1869 et son installation en Amérique du Sud. Cependant, Stirling n'habita jamais lui-même la maison, car il fut, la même année, nommé premier évêque des Îles Falkland et de l'Amérique du Sud pour l'Église d'Angleterre et il établit alors sa résidence à Port Stanley, siège du nouveau diocèse.
La maison (120 m2 de superficie) est en bois recouvert par d'épaisses plaques de tôle ondulée galvanisée pour la protéger des rudes conditions climatiques de la région. Elle a été réalisée par l'atelier Hemming Old Ford & Co. pour un coût de 300 livres sterling de l'époque.
Elle fut en premier lieu assemblée en 1871 à Ushuaia, en Argentine, où était établie  la Société Missionnaire d'Amérique du Sud (South American Mission Society), qui allait plus tard, en 1892, se déplacer en territoire chilien en emportant la maison démontée. Elle fut tout d'abord reconstruite sur la baie Tekenika de l'île Hoste et enfin en 1907 sur la baie Douglas de l'île Navarino. L'activité des missionnaires atteignit son maximum en 1916 lorsque les éleveurs d'origine occidentale prirent possession de ces terres, expulsant les autochtones et entraînant la fin des missions anglicanes.
C'est en 1998, lors du IVe Congrès sur l'Histoire de Magellan tenu à Punta Arenas, que Denis Chevallay, un Suisse établi à Puerto Williams et spécialiste de la Terre de Feu, attira l'attention sur la Casa Stirling et son exceptionnelle valeur historique. Ce qui plaida en faveur de sa reconnaissance comme monument historique.
Finalement en 2003 la Casa Stirling fut déclarée Monument Historique National du Chili. Elle fut déplacée encore une fois, le 5 juin 2004, par bateau de la Baie Douglas jusqu'à son emplacement actuel sur le domaine du Museo Antropológico Martín Gusinde de Puerto Williams, où elle fut restaurée pour y abriter une partie des collections du musée.